# Niemrawiec cejloński
Niemrawiec cejloński (Bungarus ceylonicus) – gatunek węża z rodziny zdradnicowatych (Elapidae).
Gatunek jest endemitem Sri Lanki. Zamieszkuje tereny od nadmorskich nizin po góry w głębi wyspy (do 1700 m n.p.m.). Osiąga długość 100 cm. Grzbiet gada ma kolor ciemnobrązowy, stalowoniebieski lub czarny z 15–28 białymi poprzecznymi pasami. Żywi się głównie innymi małymi wężami, a także myszami, żabami, gekonami i innymi jaszczurkami.
Jest gatunkiem silnie jadowitym. Ukąszenie powoduje ptozę, trudności w oddychaniu i mówieniu, a w przypadku nieudzielenia pomocy medycznej pokąsanemu może prowadzić do paraliżu układu oddechowego i śmierci.